# 高岡和子
高岡 和子（たかおか かずこ、1946年(昭和21年) - 1964年(昭和39年)）は、日本の詩人。子供のころから詩作に関心を持ち、中学1年からひそかに詩人をめざして高校2年まで抒情詩をひたすら書き続けた。遺されたノートから死後に才能が評価されるようになった。神奈川県茅ヶ崎市出身。

## 生涯
神奈川県茅ヶ崎市で育つが後に横浜に転居する。父親は貿易を営む。兄と妹のいる3人兄妹。中学時代から詩人になることを夢見て、自分が感じたことを抒情詩として書き続けた。横浜にあるミッション系の高校に進学し新聞部に所属した。1964年2月17日の放課後、横浜から東海道線に乗車し、藤沢市の辻堂駅で下車。そのまま、湘南海岸まで歩き、夕方6時頃に最後の日記を書き、砂浜にノートを置いて消息を絶った。遺体は、大島付近の海上で発見された。三日三晩、波風にさらされたノートには、高校1年から高校3年までの日記や思索したことが書かれていた。死後に初めて作品の数々が発表され、伊藤整や串田孫一も手記の出版に際し、夭折した彼女を惜しんだ。

## エピソード
- 詩や手記を書いたノートには、中学1年から死亡する高校3年の2月までに書きためた300篇以上の詩が書かれており、兄の幼なじみの国重光煕や友人たちによって自費出版の遺稿集『雨の音』が発行された。この遺稿集を手にした佐藤碧子が同人誌『宴』に高岡和子の詩を寄稿したことにより[1]、1968年に、大和書房から『さようなら十七才　〜若き詩人の手記〜』として出版された。
- またその後、ジュディ・オングが『さようなら十七才』という曲名（台湾でも「再會十七歳」という曲名）で、彼女の死を悲しむ歌を歌った。テレサ・テン（鄧麗君）が台湾でこの曲をカバーしてブレイクし、テレサとジュディが初めて出会い競った記念すべき曲とされている[2]。
- 高岡和子は、生前には、詩人をめざしていることや詩を書いていることは、家族にも一切言っておらず、遺されたノートを見た関係者は驚いたという。
- 詩作のスランプのときには、ロベルト・シューマンについて書かれた『一大音楽家の肖像と生涯』（畑中良輔 著）を読んで影響され、偶然のインスピレーションを得られないときに「無理に概念的な詩らしきものを作り出そうと」している自分に気づいたとして反省している。
- 友人関係がうまくいかないときに、アベル・ボナールの『友情論』を読み、自ら縁を切った友人との関係に、「真の友情まで発展すべき要素がいくらか欠けていた」と分析している。
- 遺稿集『雨の音』と高岡和子の遺族を20代のころから探していた編集者の木村浩一郎が、28年ぶりに偶然、冒険家の国重光煕がその関係者だという情報を得て遺族に連絡し、『さようなら十七才 海と心の詩』という手記を出版した[3]。

## 著書
- 『雨の音』(遺族による自費出版)
- 『さようなら十七才　〜若き詩人の手記〜』（大和書房、1968年）
- 『さようなら十七才　海と心の詩』（リーダーズノート出版、2012年）ISBN 978-4903722443